# Montblanc (empresa)

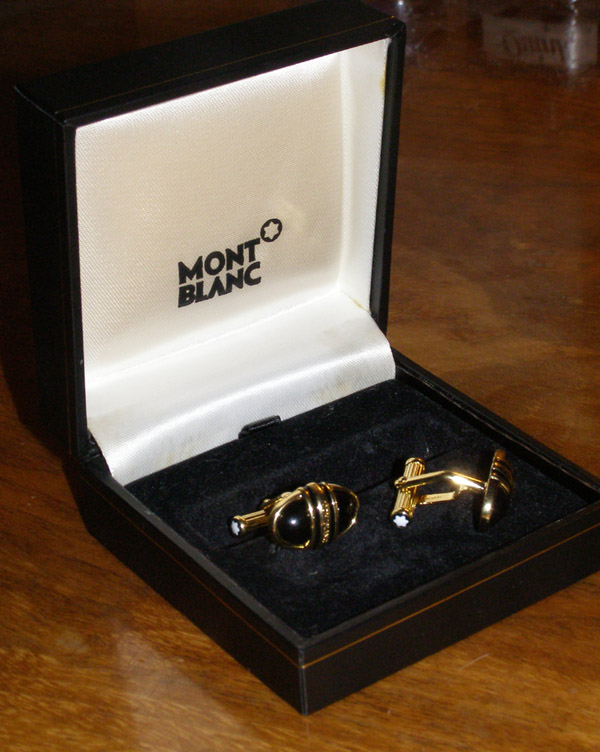
Abotoaduras da Montblanc, de ouro e ônix.

Montblanc International GmbH é uma companhia alemã de produtos do cotidiano, com sede em Hamburgo. É uma das marcas do conglomerado Richemont.

## História
Fundada pelos alemães August Eberstein (engenheiro), Alfred Nehemias (banqueiro) e Claus-Johannes Voss (dono de papelaria) em 1906, a Montblanc foi batizada em homenagem ao Monte Branco (em francês Mont Blanc), a montanha mais alta da Europa Ocidental. 
Eberstein e Nehemias fascinaram-se pela moda da Grã-Bretanha e dos Estados Unidos daquele ano: as canetas de pena. Quando regressaram à Alemanha, eles criaram uma oficina de canetas-tinteiros em parceria com Voss. O nome Mont Blanc, porém, surgiu apenas em 1909, em uma caneta-tinteiro aprimorada. A empresa então se associou com a Alfred Danhill Ltd., fabricando outros produtos. 
No Brasil foi implantada por Sebastião Martins Vieira da Ravil Canetas e Lapiseiras, loja localizada no centro de São Paulo desde 1954. 
Hoje, a Montblanc é um dos maiores impérios de luxo do mundo.

## Cronologia

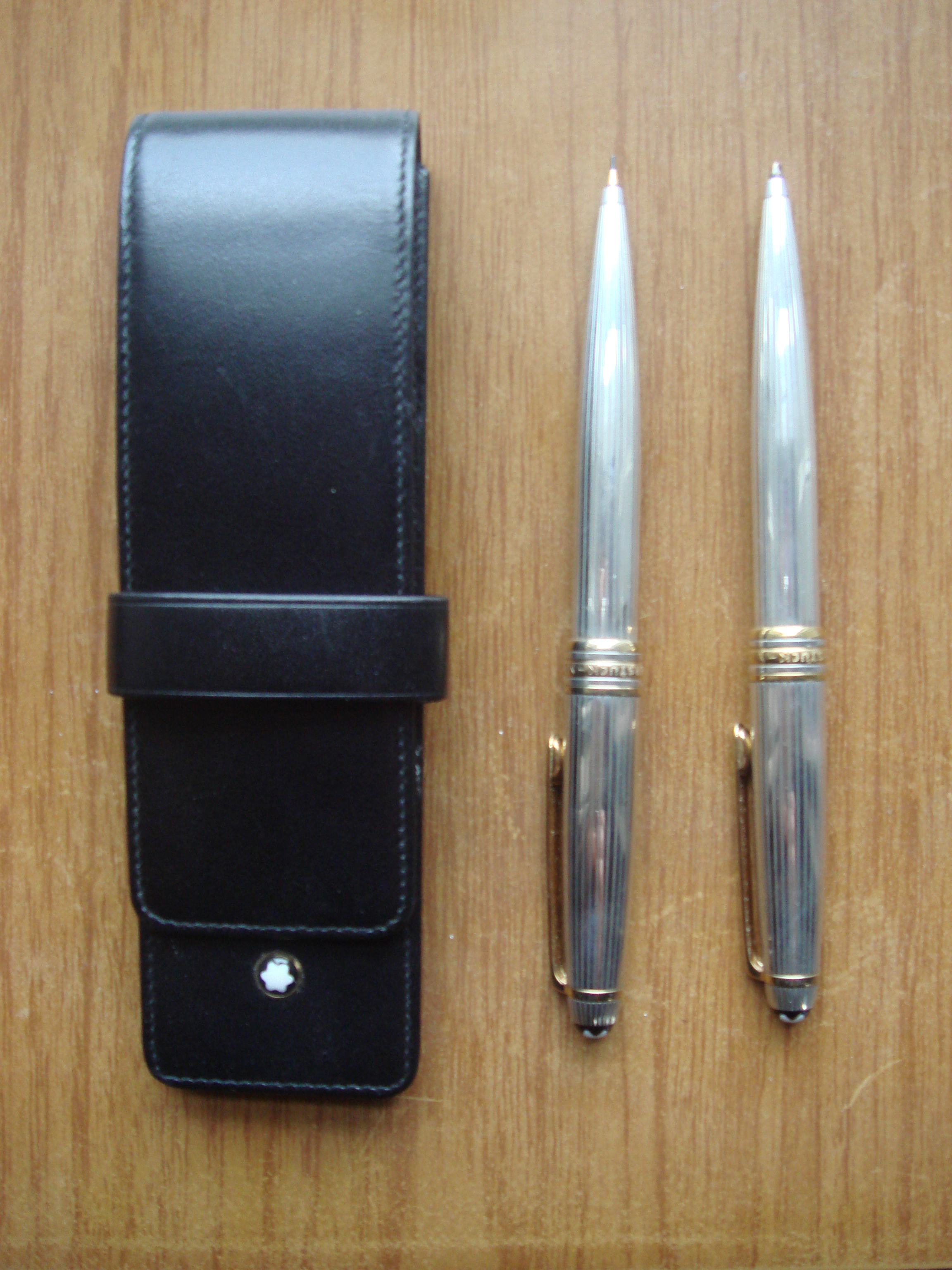
Um estojo de couro e duas canetas Montblanc.

- 1906: Eberstein e Nehemias viajam pelos Estados Unidos e a Grã-Bretanha.
- 1907: Eberstein funda a empresa Simplizissimus-Füllhalter, em Berlim.
- 1908: A empresa muda-se para Hamburgo e é registrada como Simplo-Filler-Pen&Co.
- 1909: A marca Montblanc é registrada.
- 1913: Criação de um logotipo para grafar a marca: uma estrela simbolizando o pico Monte Branco com seus seis vales.
- 1924: Tem-se outro bom sucesso em canetas Montblanc (Meisterstück) .
- 1929: É gravado no corpo das Meisterstück o número 4.810.
- 1934: O nome da empresa é alterado para Montblanc Simplo GmbH.
- 1967: Alfred Dunhill se associa com a Montblanc.
- 1986: O slogan publicitário Art of Writing (Arte de Escrever) é criado.
- 1992: É adquirida a empresa de artigos de couro Karl Seeger Lederwarenfabrik.
- 2006: Completa-se o centenário da marca Montblanc.